# Petrolia (Texas)
Petrolia é uma cidade localizada no estado norte-americano do Texas, no Condado de Clay.

## Demografia
Segundo o censo norte-americano de 2000, a sua população era de 782 habitantes.
Em 2006, foi estimada uma população de 793, um aumento de 11 (1.4%).

## Geografia
De acordo com o United States Census Bureau tem uma área de
1,9 km², dos quais 1,9 km² cobertos por terra e 0,0 km² cobertos por água. Petrolia localiza-se a aproximadamente 308 m acima do nível do mar.

## Localidades na vizinhança
O diagrama seguinte representa as localidades num raio de 28 km ao redor de Petrolia.